# Buffelgras

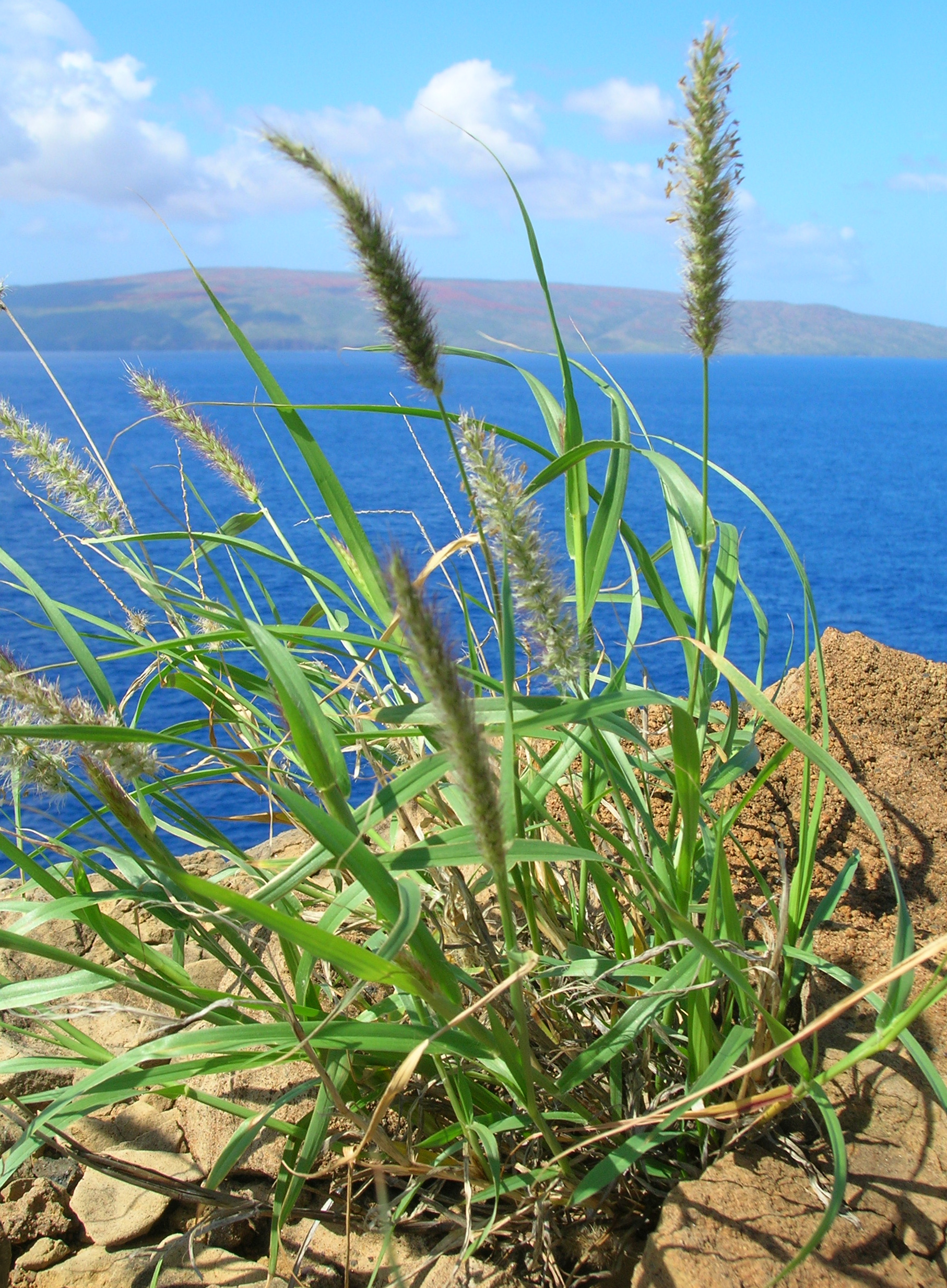
Buffelgras

Buffelgras (Cenchrus ciliaris) is een soort uit het geslacht lampenpoetsergras (Cenchrus). De soort is veelvuldig, over grote delen van de wereld, geïntroduceerd. Buffelgras is zeer geschikt als begrazingsgewas doordat het na begrazing weer goed in staat is terug te groeien en omdat het gras diep geworteld is en dus niet door de grazers tijdens het eten uit de grond getrokken wordt.
Door de grote droogteresistentie van buffelgras is het in staat om na een periode van lange droogte weer terug te groeien.
Dit maakt buffelgras zeer concurrentiekrachtig ten opzichte van de inheemse vegetatie. Het invoeren van buffelgras heeft ertoe geleid dat het gras een ware plaag geworden is, met als gevolg dat de biodiversiteit in introductiegebied verlaagd wordt.

## Morfologische en fysiologische kenmerken
Buffelgras is een gras dat ingedeeld wordt in het geslacht Cenchrus. Vroeger werd het nog tot Pennisetum gerekend. Het is een C4 gewas dat zijn oorsprong kent in de globale regio van Afrika tot Azië. Deze grassoort wordt gekenmerkt door zijn grote droogteresistentie. De combinatie van de eigenschappen droogteresistentie met het grote sterke wortelstel van het gras zorgen ervoor dat het gras zich prima kan handhaven in droge gebieden, zoals savannen.
Omdat buffelgras een lage koude-tolerantie kent, komt het gras alleen voor in gebieden dat zeer milde winters kent.
De vermeerdering van buffelgras is vooral generatief via zaadvorming. Om tot een succesvolle kiem te komen, moet buffelgras bestoven worden om ervoor te zorgen dat er een endosperm gevormd wordt dat nodig is voor de kieming. Wat opvalt aan buffelgras is dat het meestal geassocieerd wordt met een dood gewas, terwijl het vooral gebruikt wordt en bedoeld is als veevoedergewas. Het is hier zeer geschikt voor omdat het een goede voedingswaarde heeft en er door zijn grote waterefficiëntie een snel herstellende plant is.

## Historie
Sinds de 15de eeuw reist de mens meer en meer de wereld over. Dit heeft geleid tot de verspreiding van allerlei gewassen de wereld rond. Deze verplaatsing van uitheemse  gewassen naar een gebied waar deze niet van nature voorkomen door menselijke activiteiten wordt introductie genoemd. Wanneer deze geïntroduceerde uitheemse soort zich goed vestigt en zich daar verwilderd spreekt men ook wel van ‘geïntroduceerde uitheemse soort’ (introduced alien species).
Deze gewassen worden geïntroduceerd voor verschillende belangen zoals de menselijke gezondheid en economie
Maar leidt deze verspreiding in combinatie met de steeds grootschaligere landbouw niet tot grote problemen? Deze vraag is in ecologisch opzicht belangrijk voor het wereldwijde verlies van genetische biodiversiteit.   
Een van de wereldwijde meest voorkomende ecologische dreigingen voor de genetische variatie in de wereld is buffelgras. Deze plant is veelvuldig geïntroduceerd in de wereld omdat dit een gunstig veevoedergewas is. Deze eigenschap met het feit dat het zeer snel weer hergroeide na begrazing leidde tot de bijna wereldwijde verspreiding van deze grassoort. De oorsprong van Buffelgras ligt in Noord-Afrika, het Midden-Oosten, India en Indonesië. Dat werd vooral verspreid naar de landen zoals Australië en Amerika. Het leidde niet overal tot problemen maar in sommige ecosystemen heeft het desastreuze gevolgen.
Zo leidde de introductie van buffelgras tot afname van de biodiversiteit in de vegetatie en het buffelgras groeide letterlijk uit tot een plaag. Men begon proeven op te zetten om te onderzoeken hoe de originele biodiversiteit weer teruggewonnen kon worden. Hiervoor werd er onder andere onderzoek gedaan naar de concurrentie kracht van dit gewas.
De concurrentiekracht van buffelgras wordt bepaald door meerdere aspecten. Hierbij moet zowel gedacht worden aan biotische en abiotische factoren. Zo is er in het verleden onderzoek gedaan naar introductie van buffelgras en de daarbij behorende gevolgen in landen als Australië en Zuid-Amerika. De vraagstelling die beantwoord wordt in het onderzoek van dit stuk betreft de concurrentiekracht van buffelgras op globale schaal. 
Om te beginnen moet er inzicht gekregen worden in de morfologische en fysiologische kenmerken van buffelgras. Dat gezegd te hebbende gaan we nu over tot de beantwoording van die vraag. Buffelgras (Cenchrus ciliaris) wordt gerekend tot de familie van de grassen wat inhoudt dat het een monocotyl is. De fotosynthese werkt volgens het C4 metabolisme. De vermeerdering is generatief en zelfbestuiving is mogelijk.

## Concurrentiekracht
In plaats van te vergemakkelijken, vermindert Cenchrus de vestiging van het inheemse Heteropogon. Actieve onderdrukking van Cenchrus was nodig om het Heteropogon grasland (= piligras) te herstellen. Zodra de concurrentie van Cenchrus werd verlaagd (door platbranding), was de Heteropogon weer snel opgericht en was kon die de Cenchrus overheersen. Dit bleek uit een studie met een duur van 3-4 jaar.
Pili gras is meer droogte tolerant dan buffelgras (Wilson et al 1980), en pilizaadjes zijn beter aangepast aan extreme droogte. Pili is weer minder tolerant voor begrazing. Buffelgras heeft stevige sterk verankerde wortels waardoor dit gewas zeer geschikt ik voorbegrazing.
Een plant kan op verschillende manieren concurrentiekrachtig zijn en zo als soort overleven. Er zijn planten die zich in zeer dichte vegetatie kunnen handhaven. Dit worden de zogenaamde k-strategen genoemd. De planten die zich niet goed in vegetatie kunnen handhaven worden de r-strategen genoemd. K-strategen zijn in staat hun energie te stoppen in niet-reproductieve activiteiten maar in andere eigenschappen, zodat k-strategen als volgroeide plant concurrentiekrachtiger zijn dan r-strategen.  R-strategen hebben echter de mogelijkheid om zich snel te verspreiden door hun grote hoeveelheid energie die ze in reproductieve activiteiten stoppen. Er bestaat veel twijfel waar je buffelgras zou kunnen indelen, want buffelgras is in staat zich snel te verspreiden op kale of lege vlakten maar weet zich dan ook goed te handhaven tegenover andere vegetatie. Door de hoge zaadproductie en snelle ontkieming  is buffelgras echter wel te bestempelen als een r-strateeg. Een manier waarop buffelgras bekendstaat zich te handhaven in systemen is de zogenaamde grass-fire cycle. Bij de grass-fire cycle zijn er kruiden met een redelijke hoeveel brandstof. Zo worden er kale vlaktes gecreëerd, zodat buffelgras zich snel kan verspreiden. De inheemse vegetatie is vaak niet in staat om zich nog te handhaven na een brand. Dit zorgt voor bijvoorbeeld grote problemen in Arizona, waarbij hectares vol staan met buffelgras en de kans op brand aanzienlijk toeneemt. Een berucht voorbeeld is de Mother’s Day fire in 1994 in Arizona. Hierbij werd 134 hectare vernietigd, waarbij er een reductie van 73% van de Palo verde boom en 24% van de Saguaro cactussen in 2000 plaatsvond. Dit demonstreert op een duidelijke manier hoe buffelgras een grote impact kan hebben op ecosystemen. De grass-fire cycle is een vorm van indirecte concurrentie, waarbij de kale vlakten snel gekoloniseerd worden door het buffelgras. Wanneer grote vlakten bedekt zijn met volwassen buffelgras is andere vegetatie niet in staat om te ontkiemen.
Er wordt geopperd dat het invasieve succes op van buffelgras ook te wijten is aan de geringe hoeveelheid water die nodig is voor ontkieming van buffelgras. Buffelgras heeft zo’n 6–7 mm neerslag nodig over 2 dagen tijd om op te komen, terwijl inheemse soorten in de Sonorawoestijn een minimum van 16 tot 35 mm neerslag nodig hadden om op te komen. Door deze snelle opkomst is buffelgras vaak sneller in staat zich als volwassen plant te ontwikkelen als de inheemse concurrentie. In droge gebieden zoals Midden-Amerika, grote stukken van Australië , Noord-Afrika en het Midden-Oosten is begrazing ook een belangrijke factor in de overleving, groei, concurrentie, compositie en voortplanting van planten.  Begrazing wordt weleens gezien als een factor van natuurlijke selectie, waarbij de weerstand dat de begrazer ondervindt afhangt van de plant. Hoewel inheemse begrazers in Afrika de buffelgras populaties onder druk zetten, is dit niet het geval in de gebieden waar het geïntroduceerd is. In deze gebieden zoals de Sonoran woestijn consumeren de aanwezige dieren buffelgras op een nog veel kleinere schaal en is dus niet voldoende om de beruchte grass-fire cycle in Arizona te voorkomen.

## Stadia
In Mexico wordt veel buffelgras gezaaid omdat het rijk is aan nutriënten die belangrijk zijn voor vee. Veel hectares staan daar vol met buffelgras en in bepaalde streken zorgt dit voor een ecologisch probleem waarbij veel soorten in die streken verdwijnen. Omdat buffelgras een snelle ontkieming kent en vaak weinig water nodig heeft in verhouding tot de plaatselijke vegetatie. zijn met buffelgras bezette gebieden nauwelijks tot niet weg te concurreren door andere vegetatie. Hoewel buffelgras als volwassen plant zeer concurrentiekrachtig is, heeft onderzoek aangetoond dat het als zaailing niet concurrentiekrachtig is. Wanneer buffelgras in dichte vegetatie gezaaid werd was geen zaailing in staat zijn levenscyclus te voltooien, wat resulteerde in de algehele verdwijning van buffelgras op het perceel. Als buffelgras echter gezaaid werd op een kale droge vlakte was 40-80% in staat zijn levenscyclus te voltooien. Dit houdt in dat buffelgras als een kolonist te bestempelen is, die in staat is kale vlakten zeer efficiënt weet te koloniseren, waarbij zijn snelle opkomst andere vegetatie geen kans geeft. Als buffelgraszaden terechtkomen in vegetatie, zijn ze niet in staat zich volledig te ontwikkelen.

## Ecologische gevolgen
Buffelgras verspreidt zich het snelst wanneer de groeiomstandigheden vanzelfsprekend het gunstigst zijn. 
In de Noord-Mexicaanse staat Sonora is het buffelgras een ware plaag geworden. Het bedekt daar 53% van het oppervlakteareaal. In de staat Arizona in de Verenigde Staten is het buffelgras als bedreiging voor de flora en fauna verklaard en is zeer dominant in gebieden als Hawaï en delen van Afrika (D’Antonio and Vitousek. 1992).
Zelfs wanneer de bodem minder dan 20% bedekt is met buffelgras heeft het gras een negatieve invloed op de plaatselijke biodiversiteit en blijken inheemse soorten er erg onder te lijden.
Vogels zoals de zebravink die erom bekendstaan zich in bodemvegetatie te nestelen, hebben veel last van gebieden waar het buffelgras dominant geworden is. Zo was er in gebieden waar buffelgras dominant geworden was binnen een zeer korte periode geen zebravink meer te vinden, terwijl deze gebieden voorheen  grote populaties zebravinken kende.  Buffelgras overwoekert grote gebieden en de zebravink is er niet toe in staat om zich te nestelen in buffelgras, waarschijnlijk omdat buffelgras alle open plekken overwoekert.
De inheemse flora en fauna in Hawaï is flink veranderd door het introduceren van buffelgras dat werd ingezaaid als voedergewas maar het is nu een ware plaag geworden (Lonsdale 1994; Williams & Baruch2000). In de droge benedenwindse gebieden van Hawaï heeft het buffelgras de oorspronkelijke vegetatie weggeconcurreerd. In die gebieden is het buffelgras nu de dominante soort. Op Hawaï heeft men wel een oplossing gevonden voor het buffelgrasprobleem. Een inheemse soort in Hawaï, het piligras, blijkt een goed weermiddel tegen het buffelgras te zijn en wanneer een gebied dat overwoekerd is door buffelgras plat wordt gebrand, keert de oorspronkelijke vegetatie uiteindelijk weer terug.

## Biodiversiteitsafname
Ongeveer 50% van het Hawaïaanse land was overwoekerd door de geïntroduceerde grassen, waarvan buffelgras een van de voornaamste is.  Verschillende grassen zijn geïntroduceerd in Hawaii, buffelgras is een hiervan. Buffelgras concurreerde vooral met de plaatselijk pili grassen. (Heteropogon contortus) De piligrassen bleken het na een brand van het buffelgras te winnen.  Het aantal ongewervelde dieren nam significant af na de introductie van buffelgras in twee delen van Australië.  Dat de introductie van buffelgras tot een afname in soortenrijkdom leidde werd bevestigd uit een studie van 25 jaar waaruit gebleken is dat de introductie van buffelgras op het Australische continent tot een afname van alle inheemse planten en soorten rijkdom heeft geleid
Wanneer er geprobeerd wordt een uitheemse plant te verwijderen door de plant zoveel mogelijk van hulpbronnen te onthouden, blijkt dit vaak te leiden tot veranderingen in de inheemse plantsamenstelling in een gebied. Inheemse vegetatie die jarenlang in kiemrust verkeerde komt dan weer op en krijgt zo de kans om de oorspronkelijke vegetatie te herstellen.